# Abbaye de Bonnefont

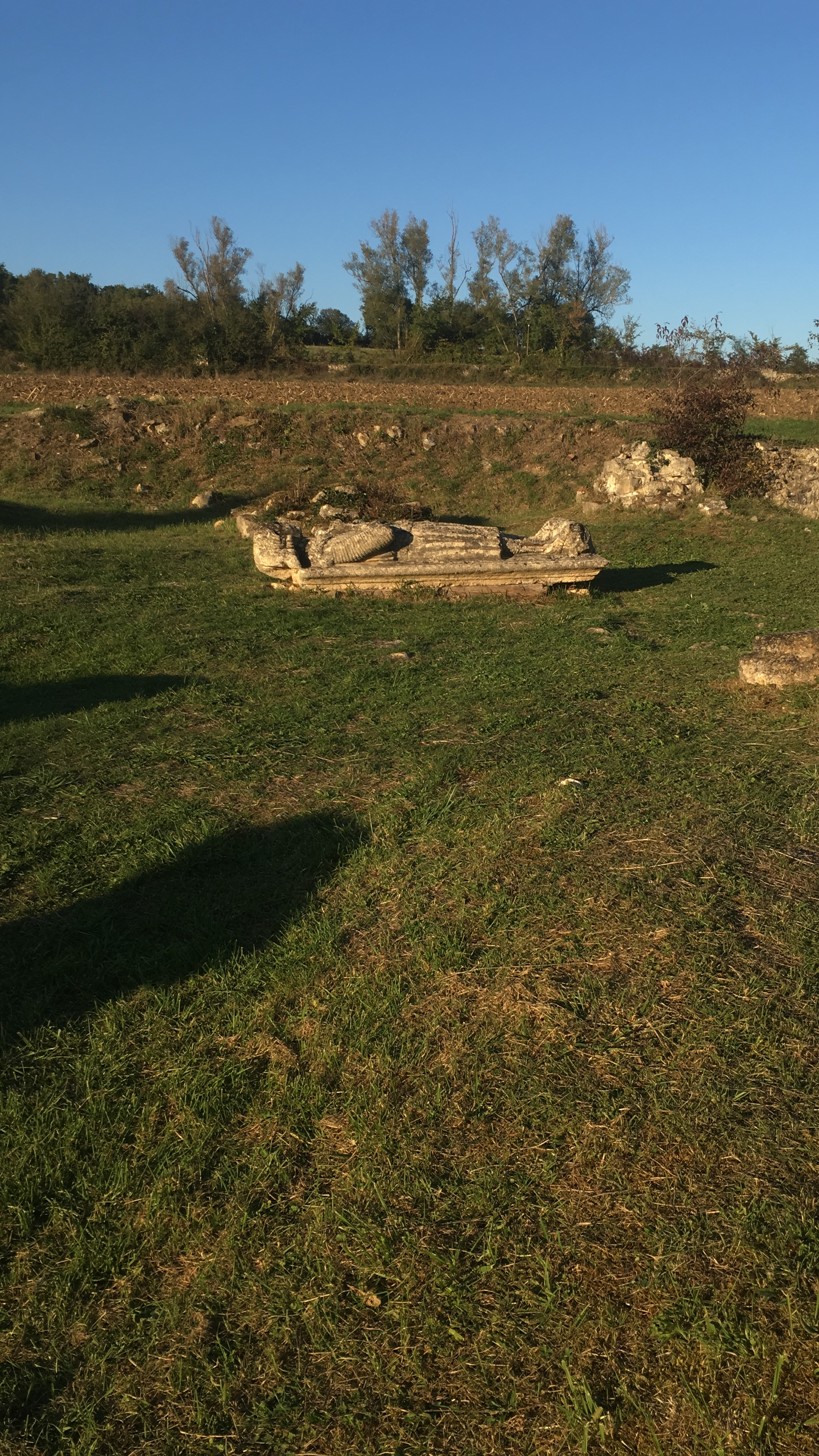
Gisant parmi les vestiges de l’abbaye de Bonnefont.

L'abbaye de Bonnefont-en-Comminges est une abbaye cistercienne française. Elle fait l’objet d'une inscription et d’un classement au titre des monuments historiques depuis le 28 décembre 1984.

## Géographie
Située sur les communes de Proupiary et de Sepx, en Comminges, dans le département de la Haute-Garonne en région Occitanie.

## Histoire
Fondée en 1136 sur des terres offertes par Flandrine de Montpezat et ses fils, l’abbaye cistercienne de Bonnefont a joué un rôle dans le Comminges tant au point de vue religieux qu’artistique, agricole, économique et même politique. Ainsi, l’abbaye a prospéré en essaimant d’une part, c’est-à-dire en créant de nouvelles abbayes : Abbaye de Villelongue, Abbaye de Boulbonne, Abbaye de Pérignac, Abbaye de Nizors et deux abbayes en Espagne Fontclar et Labaix; et d’autre part en construisant des bastides : Boussens, Carbonne, Plaisance du Touch, Lestelle de Saint-Martory... et des granges.
Quatre comtes de Comminges ont été inhumés à Bonnefont : Bernard II († avant 1153), Bernard V (†1241), Bernard VI († entre 1295 et 1300) et Bernard VII (†1312). Le gisant d'un comte de Comminges provenant de Bonnefont, à présent conservé au musée des Augustins de Toulouse, pourrait être celui de Bernard VI ou Bernard VII.

## Architecture et description
Si le déclin progressif de la communauté s’est amorcé à partir du XIVe siècle, c’est la Révolution qui mit un terme à l’activité des moines. L’abbaye fut alors vendue comme bien national et son nouveau propriétaire, puis ses descendants s’occupèrent de la démanteler. Ses éléments se retrouvent ainsi dispersés (portail de la salle capitulaire à Saint-Martory, façade de l'abbatiale à Touille…). Une grande partie du cloître a été remontée dans un jardin public de Saint-Gaudens, le reste se trouve aux États-Unis au musée des cloîtres de New York. Le gisant de Bernard, comte de Comminges a été racheté par le Musée des Augustins de Toulouse en 1823.
Dans les années 1980, deux associations ont racheté le site afin d'assurer sa sauvegarde. Grâce à leur intervention, l'abbaye de Bonnefont fut classée Monument historique en 1984. Des travaux de fouilles et de restaurations ont ensuite été réalisés : remise en place de la vasque du lavabo, révision du système hydraulique, retour à son emplacement d'origine d'un enfeu.
En mars 2010, les associations propriétaires ont cédé le domaine abbatial, pour 1 euro symbolique, à la Communauté de communes du canton de Saint-Martory. Chaque année, de nouvelles restaurations sont réalisées : la porterie en 2013 et, en 2014, le cellier du bâtiment des convers dont la charpente en bois a été consolidée et ses baies romanes ornées de vitraux d’inspiration cistercienne,, une partie de la façade de la salle capitulaire en 2016.

## Filiation et dépendances
Bonnefont  est fille de l'abbaye de Morimond

## Liste des abbés
Cette liste présente les abbés qui se sont succédé à la tête de l'abbaye de Bonnefont :
- Basin (1136-1140)
- Nicolas (1141-1145)
- Pierre (1145-1146)
- Bernard (1146-1147)
- Servat (1147-1157)
- Auger (1157-1161)
- Pierre (1161-1173)
- Arnaud de Lorda (1173-1174)
- ? (1174-1177)
- Arnaud de Lorda (1177-1178)
- Guilhem-Raymond (1178-1182)
- Raymond de Saint-Beat (1182-1195)
- Odon (1195-1197)
- Raimond (1198)
- Dominique (1199-1204)
- Guilhem (1209-1219)
- Raimond (1220-1227)
- Guilhem (1227)
- Raimond Seguier (1228-1237)
- Arnaud-Roger de Comminges (1238-1240)
- Arnaud-Raimond d'Antichan (1243-1247)
- Raimond-Arnaud d'Olsa (1251-1259)
- Guilhem-Loup d'Olsun (1260-1275)
- Auger de Latour (1275-1286)
- Bernard (1287 ?)
- Auger du Falga (1288-1296)
- Adhémar de Larroque (1294 ?)
- Arnaud-Raimond de Saint-Paul (1300-1313)
- Gaucher d'Aure (1315-1316 ?)
- Guilhem de Saint-Paul (1316-1328)
- Arnaud du Falga (1328-1330 ?)
- Arnaud-Bernard de Marquefave (1330-1364)
- Bernard de Petrenchis (1364-1386)
- Arnaud (1399-1401)
- Raimond de Canet (1402-1404)
- Jean de Benque (1404 - 1424 ?)
- Vesian de Seglan (1424-1445)
- Antoine Soler (1445-1456)
- Bertrand d'Albi (1456-1461)
- Arnaud-Guilhem de Mauléon (1462-1498)

Liste des abbés commendataires :
- Jean de Mauléon (1498-1551)
- Jean de Bertrand (1555-1560)
- Jacques de Rostaing (1561-1585)
- Jean Breton (1586-1607)
- Alexandre de Bordes de Montardit (1607-1647)
- Antoine de Cous (1647-1673)
- Charles-Henri de Cassagnet de Fimarcon (1673-1700)
- Jean-Jacques de Candau (1700-1707)
- Bernard de Poudenx (1707-1709)
- Alphonse de Lanzac de Roquetaillade (1709-1742)
- Joseph de Megret (1756-1757)
- Jacques de Villefort (1757-1777)
- Jacques Mathieu Marquet de Villefort (1777-1792)

## Galerie d'images

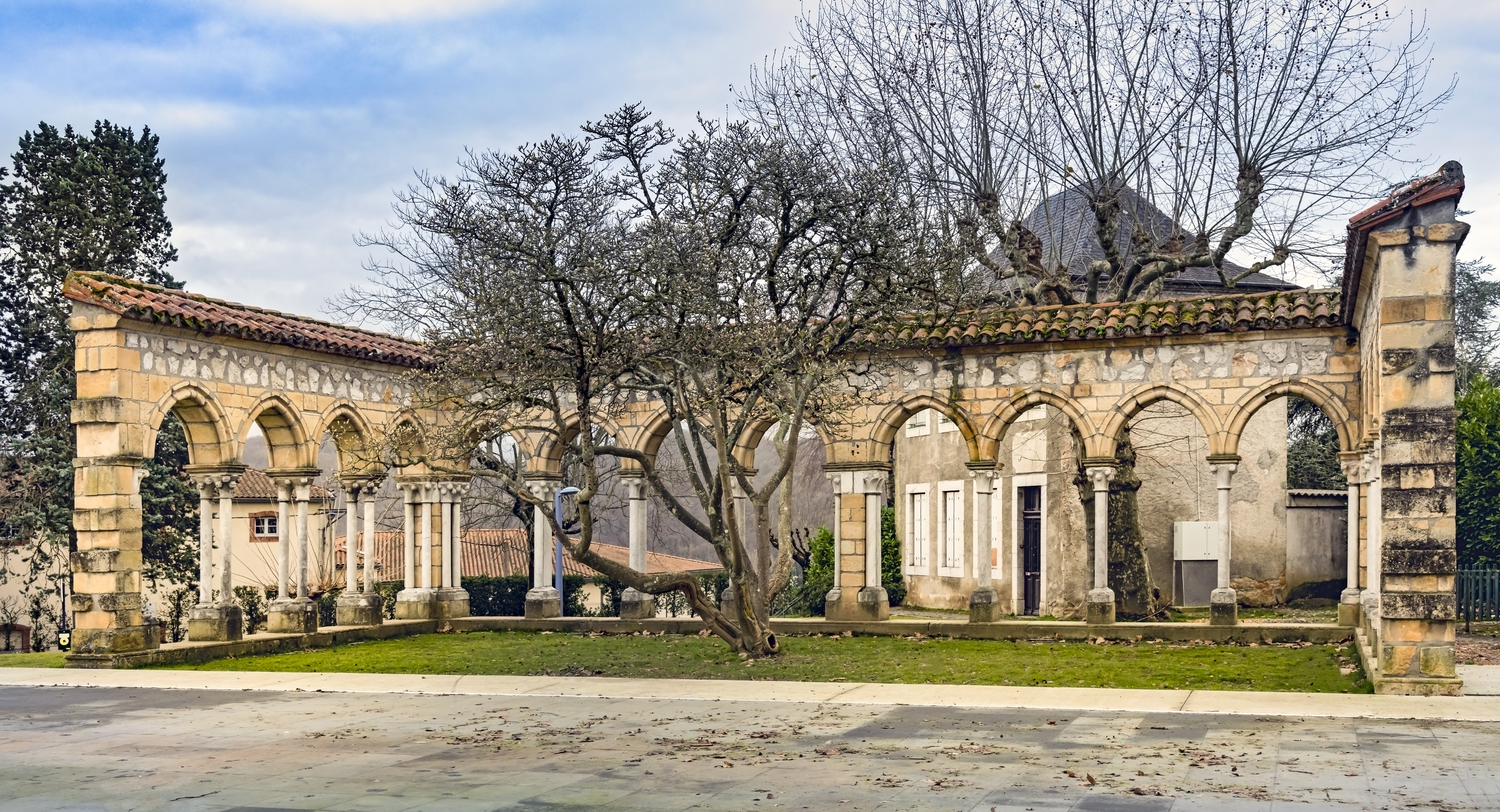
Cloître de l'abbaye de Bonnefont à Saint-Gaudens.
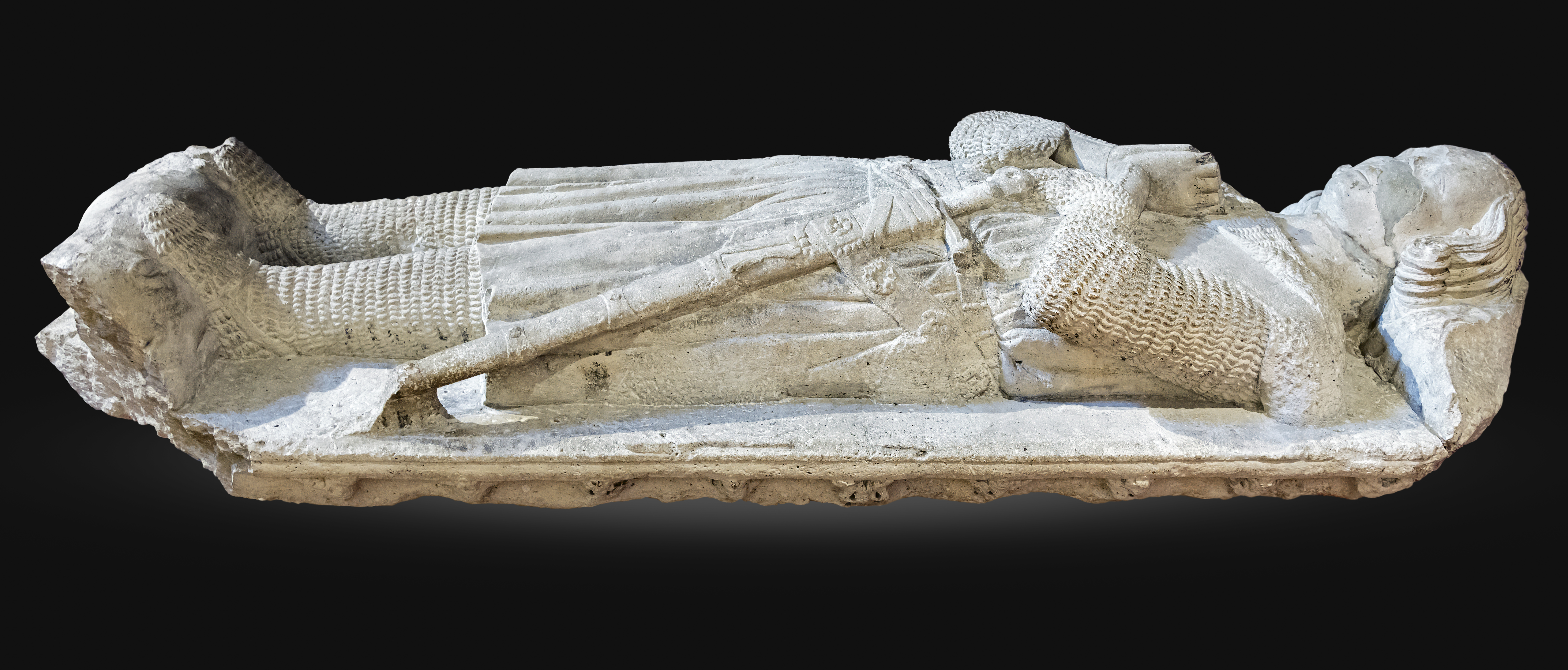
Gisant de Bernard, comte de Comminges, musée des Augustins de Toulouse.